# Filip Beckman
Filip Beckman, né le 10 février 2003 à Kungsbacka en Suède, est un footballeur suédois qui évolue au poste de défenseur central au GAIS.

## Biographie

### En club
Né à Kungsbacka en Suède, Filip Beckman commence le football au Kungsbacka IF, il est ensuite formé par le BK Häcken. Après un court passage au Tölö IF il rejoint le GAIS où il termine sa formation. Le 9 janvier 2023 il signe son premier contrat professionnel avec le club est est promu en équipe première.
Il découvre le monde professionnel avec GAIS, jouant son premier match en équipe première lors d'une rencontre de coupe de Suède, le 26 février 2023 contre l'IFK Göteborg. Il est titularisé et son équipe l'emporte par deux buts à un.
Il fait ses débuts dans la Superettan, la deuxième division suédoise, le 2 avril 2023 contre l'Östersunds FK. Il est titulaire lors de ce match où les deux équipes se neutralisent (1-1 score final).
Le 16 janvier 2024, Filip Beckman prolonge son contrat avec GAIS, étant désormais lié au club jusqu'en décembre 2027.
Beckman joue son premier match d'Allsvenskan, l'élite du football suédois, contre l'IK Sirius, le 13 juillet 2024. Il entre en jeu et son équipe s'incline par trois buts à un.